# Clearwater Mesa
Die Clearwater Mesa ist ein Hügel mit abgeflachtem Gipfel auf der westantarktischen James-Ross-Insel. Er ragt 0,25 km östlich des Stark Point auf.
Das UK Antarctic Place-Names Committee benannte ihn 1993 nach den Kolken am Gipfel des Hügels.